# ミルクの郷
株式会社ミルクの郷 （みるくのさと） は、北海道札幌市東区丘珠町のサッポロさとらんどに隣接している、サツラク農業協同組合関連会社の乳業メーカー。

## 概要
- サッポロさとらんど園内の体験ゾーン「ミルクの郷」に連動して、牛乳やバターなどの製造工程が見学できる。
  - 「牛の館」 - 模擬牛による搾乳体験コーナーと実際に牛と触れ合えるフリーストール牛舎のミニチュア牧場を設置。
  - 「ミルク館」 - 製造工程を見学が可能な乳製品を製造する工場
  - 「手づくり工房まきば館」 - 昔ながらの製法によるパンやバターの手づくり作業を見学できる。

## 沿革
- 1995年 - サツラク農業協同組合が工場を移転・新設。
- 1998年2月 - サツラク農業協同組合が製造部門を分社化。同工場施設を「株式会社ミルクの郷」として改組。

## 事業所
- 本社・工場 - 北海道札幌市東区丘珠町573-27

## 店舗
- 「手づくり工房まきば館」に売店・レストランを併設。

## 主な商品
- 飲用乳（牛乳、加工乳、乳飲料）、発酵乳、デザートを主体に製造

## 関連事項
- サッポロさとらんど
- サツラク農業協同組合
- 北海道乳業協会